# Giuseppe Leonardi
Giuseppe Leonardi (* 31. Juli 1996 in Catania) ist ein italienischer Leichtathlet, der sich auf den Sprint spezialisiert hat.

## Sportliche Laufbahn
Erste internationale Erfahrungen sammelte Giuseppe Leonardi im Jahr 2013, als er bei den Jugendweltmeisterschaften in Donezk mit 48,10 s im Halbfinale im 400-Meter-Lauf ausschied und mit der italienischen Sprintstaffel (1000 Meter) in  der Vorrunde disqualifiziert wurde. 2015 gewann er bei den Junioreneuropameisterschaften in Eskilstuna in 3:10,04 min die Silbermedaille und im Jahr darauf siegte er in 46,66 s bei den U23-Mittelmeer-Meisterschaften in Tunis. Anschließend startete er über diese Distanz bei den Europameisterschaften in Amsterdam und kam dort mit 47,68 s nicht über die erste Runde hinaus. 2017 schied er bei den U23-Europameisterschaften in Bydgoszcz mit 46,60 s im Halbfinale aus und belegte mit der Staffel in 3:07,20 min den sechsten Platz. Im Jahr darauf siegte er mit der Staffel in 3:05,07 min bei den U23-Mittelmeer-Meisterschaften in Jesolo sowie anschließend in 3:03,54 min bei den Mittelmeerspielen in Tarragona. 2019 belegte er bei den Halleneuropameisterschaften in Glasgow mit der Staffel in 3:09,48 min den sechsten Platz und anschließend wurde er bei den IAAF World Relays in Yokohama in 3:20,28 min Vierter in der Mixed-Staffel. 2021 siegte er in 47,05 s über 400 Meter beim Venizelia und im Jahr darauf schied er bei den Mittelmeerspielen in Oran mit 47,01 s in der Vorrunde über 400 Meter aus und gewann mit der Staffel in 3:04,55 min die Silbermedaille hinter dem algerischen Team.

## Persönliche Bestleistungen
- 400 Meter: 46,19 s, 10. Juni 2017 in Florenz
  - 400 Meter (Halle): 47,20 s, 16. Februar 2019 in Ancona